# Oersted (unitat)
|  | Per a altres significats, vegeu «Oersted». |

En física l'Oersted (Oe) és una unitat de mesura de la força o la intensitat del camp magnètic (|H|). No és una unitat del Sistema Internacional. La relació amb el Sistema Internacional és amb amperes·espira per metre i és:
{\displaystyle H({\mbox{Oe}})={\frac {1000}{4\pi }}{\frac {I({\mbox{A}})}{l({\mbox{m}})}}}
Amb el que s'obté:
{\displaystyle 1Oe\approx 79{,}577A/m}

## Història
El seu nom va ser adoptat per la Comissió Electrotècnica Internacional el 1930 en honor del científic danès Hans Christian Ørsted. Ørsted va descobrir la connexió entre el magnetisme i el corrent elèctric quan un camp magnètic produït per una barra de coure la qual estava transportant electricitat va desviar una agulla magnetitzada durant una demostració.